# Bathanthidium binghami
Bathanthidium binghami is een vliesvleugelig insect uit de familie Megachilidae. De wetenschappelijke naam van de soort werd voor het eerst geldig gepubliceerd in 1901 door Friese.